# Grady Diangana
Grady Diangana (* 19. April 1998) ist ein englisch-kongolesischer Fußballspieler. Der offensive  Mittelfeldspieler steht seit 2020 bei West Bromwich Albion unter Vertrag und ist Nationalspieler der DR Kongo.

## Karriere

### Verein
Diangana trat 2010 im Alter von 12 Jahren dem Jugendteam von West Ham United bei. Ursprünglich ein Stürmer, begann er als offensiver Mittelfeldspieler in der U-15 zu spielen. Im Februar 2014 gab er sein U-18-Debüt für den Verein und sein Debüt in der Professional Development League im Januar 2015. Am 14. Mai 2016 unterzeichnete er seinen ersten professionellen Vertrag bei den Hammers. Er unterzeichnete im Juni 2018 einen neuen Zweijahresvertrag.
Am 26. September 2018 gab Diangana sein Profidebüt im League Cup gegen Macclesfield Town. Er spielte das komplette Spiel und erzielte zwei Tore bei einem 8: 0-Sieg im London Stadium, in dem auch die Debütanten Conor Coventry und Joe Powell vertreten waren. Drei Tage später machte Diangana seinen ersten Auftritt in der Premier League, als er Felipe Anderson in der 93. Minute bei einem 3:1-Heimsieg gegen Manchester United ersetzte. Diangana wurde nach einer Verletzung von Andrij Jarmolenko Stammspieler im Team, nachdem er am 27. Oktober zum ersten Mal in einem Premier-League-Spiel gegen Leicester City startete. Am 18. Januar 2019 unterzeichnete Diangana einen neuen Sechsjahresvertrag, der ihn bis 2025 an West Ham bindet.
Im August 2019 wurde er für eine Saison an den englischen Zweitligisten West Bromwich Albion verliehen. Für seine neue Mannschaft erzielte Diangana acht Treffer in der EFL Championship 2019/20 und stieg mit West Brom als Tabellenzweiter in die Premier League auf. Nach Saisonende kehrte er zunächst wieder zu West Ham United zurück, ehe West Bromwich Albion ihn im September 2020 schließlich fest verpflichtete. Für den Aufsteiger bestritt er 20 Erstliga-Spiele, ehe er am Saisonende mit der Mannschaft wieder in die zweite Liga abstieg.

### Nationalmannschaft
Im November 2018 debütierte Diangana in der englischen U20-Nationalmannschaft bei einem 2:0-Sieg gegen Deutschland. Nach zwei weiteren Einsätzen bis März 2019 bestritt er zudem im November 2019 bei einem Freundschaftsspiel gegen die Niederlande auch ein Länderspiel für die englische U21-Nationalmannschaft.
Später wechselte er zum kongolesischen Fußballverband und debütierte schließlich im Oktober 2023 in einem Freundschaftsspiel gegen Neuseeland für die A-Nationalmannschaft der DR Kongo. Anfang 2024 nahm er mit der Mannschaft am Afrika-Cup teil und erreichte dort den vierten Platz.